# Turniej o Złoty Kask 1977
Turniej o Złoty Kask 1977 – rozegrany w sezonie 1977 turniej żużlowy z cyklu rozgrywek o „Złoty Kask”. Wygrał Jerzy Rembas, drugi był Jan Mucha, a Bogusław Nowak stanął na najniższym stopniu.
Rozegrano 4 ćwierćfinały i 2 półfinały. Z każdych z tych zawodów do następnego etapu rozgrywek awansowało 8 najlepszych zawodników.

## Wyniki finałów
Poniżej zestawienie czołowej piątki każdego z rozegranych 4 turniejów finałowych.

### I turniej
- 19 maja 1977, Opole

| Msc. | Zawodnik           | Klub                  | Pkt |  |  |
| ---- | ------------------ | --------------------- | --- |  |  |
| 1    | Jerzy Rembas       | Stal Gorzów Wlkp.     | 15  |  |  |
| 2    | Jan Mucha          | Śląsk Świętochłowice  | 13  |  |  |
| 3    | Andrzej Tkocz      | ROW Rybnik            | 11  |  |  |
| 4    | Andrzej Jurczyński | Włókniarz Częstochowa | 10  |  |  |
| 5    | Bogusław Nowak     | Stal Gorzów Wlkp.     | 10  |  |  |

### II turniej
- 8 września 1977, Gorzów Wielkopolski

| Msc. | Zawodnik           | Klub                  | Pkt |  |  |
| ---- | ------------------ | --------------------- | --- |  |  |
| 1    | Bogusław Nowak     | Stal Gorzów Wlkp.     | 15  |  |  |
| 2    | Wojciech Kaczmarek | Start Gniezno         | 13  |  |  |
| 3    | Jan Mucha          | Śląsk Świętochłowice  | 10  |  |  |
| 4    | Andrzej Jurczyński | Włókniarz Częstochowa | 10  |  |  |
| 5    | Robert Słaboń      | Sparta Wrocław        | 10  |  |  |

### III turniej
- 29 września 1977, Częstochowa

| Msc. | Zawodnik           | Klub                 | Pkt |  |  |
| ---- | ------------------ | -------------------- | --- |  |  |
| 1    | Jerzy Rembas       | Stal Gorzów Wlkp.    | 15  |  |  |
| 2    | Jan Mucha          | Śląsk Świętochłowice | 14  |  |  |
| 3    | Wojciech Kaczmarek | Start Gniezno        | 13  |  |  |
| 4    | Bogusław Nowak     | Stal Gorzów Wlkp.    | 12  |  |  |
| 5    | Jerzy Kochman      | Śląsk Świętochłowice | 11  |  |  |

### IV turniej
- 12 października 1977, Leszno

| Msc. | Zawodnik           | Klub                 | Pkt |  |  |
| ---- | ------------------ | -------------------- | --- |  |  |
| 1    | Jan Mucha          | Śląsk Świętochłowice | 14  |  |  |
| 2    | Jerzy Rembas       | Stal Gorzów Wlkp.    | 14  |  |  |
| 3    | Bogusław Nowak     | Stal Gorzów Wlkp.    | 13  |  |  |
| 4    | Leonard Raba       | Kolejarz Opole       | 12  |  |  |
| 5    | Mariusz Okoniewski | Unia Leszno          | 9   |  |  |

## Klasyfikacja końcowa
| Poz | Zawodnik                | Klub                  | OPO | GOR | CZE | LES | Punkty |
| --- | ----------------------- | --------------------- | --- | --- | --- | --- | ------ |
| 1   | Jerzy Rembas            | Stal Gorzów Wlkp.     | 15  | 8   | 15  | 14  | 52     |
| 2   | Jan Mucha               | Śląsk Świętochłowice  | 13  | 10  | 14  | 14  | 51     |
| 3   | Bogusław Nowak          | Stal Gorzów Wlkp.     | 10  | 15  | 12  | 13  | 50     |
| 4   | Wojciech Kaczmarek      | Start Gniezno         | 3   | 13  | 13  | –   | 29     |
| 5   | Andrzej Tkocz           | ROW Rybnik            | 11  | 2   | 10  | 5   | 28     |
| 6   | Zdzisław Dobrucki       | Unia Leszno           | 8   | 9   | –   | 8   | 25     |
| 7   | Tadeusz Berej           | Motor Lublin          | 5   | 8   | 4   | 8   | 25     |
| 8   | Jerzy Kochman           | Śląsk Świętochłowice  | 1   | 8   | 11  | 2   | 22     |
| 9   | Andrzej Jurczyński      | Włókniarz Częstochowa | 10  | 10  | 0   | –   | 20     |
| 10  | Robert Słaboń           | Sparta Wrocław        | 10  | 10  | –   | –   | 20     |
| 11  | Piotr Bruzda            | Sparta Wrocław        | 7   | 2   | 7   | –   | 16     |
| 12  | Leonard Raba            | Kolejarz Opole        | –   | –   | 4   | 12  | 16     |
| 13  | Czesław Goszczyński     | Włókniarz Częstochowa | 6   | 9   | –   | –   | 15     |
| 14  | Andrzej Marynowski      | Wybrzeże Gdańsk       | –   | 6   | 4   | 5   | 15     |
| 15  | Antoni Fojcik           | ROW Rybnik            | 7   | 2   | –   | –   | 9      |
| 16  | Mariusz Okoniewski      | Unia Leszno           | –   | –   | –   | 9   | 9      |
| 17  | Bernard Jąder           | Unia Leszno           | –   | –   | –   | 9   | 9      |
| 18  | Henryk Żyto             | Wybrzeże Gdańsk       | 5   | –   | 3   | –   | 8      |
| 19  | Alfred Siekierka        | Kolejarz Opole        | –   | –   | 7   | 0   | 7      |
| 20  | Roman Jankowski         | Unia Leszno           | –   | –   | –   | 7   | 7      |
| 21  | Marek Towalski          | Stal Gorzów Wlkp.     | –   | 6   | –   | –   | 6      |
| 22  | Jerzy Szczakiel         | Kolejarz Opole        | 6   | –   | –   | –   | 6      |
| 23  | Paweł Waloszek          | Śląsk Świętochłowice  | –   | –   | –   | 5   | 5      |
| 24  | Marian Witelus          | Kolejarz Opole        | –   | –   | 4   | –   | 4      |
| 25  | Włodzimierz Tomaszewski | Włókniarz Częstochowa | –   | –   | 4   | –   | 4      |
| 26  | Józef Jarmuła           | Włókniarz Częstochowa | 3   | –   | –   | –   | 3      |
| 27  | Daniel Chmielewski      | Włókniarz Częstochowa | –   | –   | 3   | –   | 3      |
| 28  | Kazimierz Adamczak      | Unia Leszno           | –   | –   | –   | 0   | 0      |
| 29  | Krzysztof Okupski       | Stal Gorzów Wlkp.     | –   | 0   | –   | –   | 0      |

| Kolor    | Wynik      |
| -------- | ---------- |
| Złoty    | Zwycięzca  |
| Srebrny  | 2. miejsce |
| Brązowy  | 3. miejsce |
| Limanowy | 4. miejsce |
| cyjan    | 5. miejsce |